# Pawnee Rock (Kansas)
Pour les articles homonymes, voir Pawnee Rock.
Pawnee Rock est une ville américaine située dans le comté de Barton, au Kansas. Selon le recensement de 2020, sa population est de 193 habitants.